# Joachim Busse
Joachim Busse (ur. 10 marca 1954) – niemiecki lekkoatleta, specjalista skoku w dal. W czasie swojej kariery reprezentował Republikę Federalną Niemiec.
Zajął 13. miejsce w skoku w dal na mistrzostwach Europy juniorów w 1973 w Duisburgu. Na mistrzostwach Europy w 1974 w Rzymie odpadł w kwalifikacjach tej konkurencji. Zajął 6. miejsce w skoku w dal na halowych mistrzostwach Europy w 1975 w Katowicach. 
Zdobył brązowy medal w skoku w dal na halowych mistrzostwach Europy w 1976 w Monachium, przegrywając jedynie z Jacquesem Rousseau z Francji i Wałerijem Podłużnym ze Związku Radzieckiego. Później startował jeszcze dwukrotnie w halowych mistrzostwach Europy: w Sindelfingen w 1980 zajął 4. miejsce, a w Grenoble w 1981 5. miejsce.
Był mistrzem RFN w skoku w dal w 1975, 1981 i 1984 oraz wicemistrzem w 1977, 1979, 1980 i 1983. Był również halowym mistrzem w 1975 i 1980, wicemistrzem w 1976, 1982 i 1984 oraz brązowym medalistą w 1979.
Jego rekord życiowy wynosił 8,12 m (ustanowiony 19 lipca 1981 w Gelsenkirchen).